# Kaori Mizuhashi
Pour les articles homonymes, voir Mizuhashi.
Kaori Mizuhashi (水橋 かおり, Mizuhashi Kaori) est une seiyū (doubleuse japonaise), née le 28 août 1974 à Sapporo, au Japon.

## Rôles notables
- 2001 : Mahô shôjo neko Taruto : Nachos
- 2002 : Kiddy Grade : Mercredi
- 2002 : Bleu indigo : Minazuki Taeko
- 2003 : Stratos4 : Station Operator A
- 2003 : Sukurappudo purinsesu : Zepheris
- 2003 : Muv-Luv : Suzumiya Akane
- 2004 : Magical Girl Lyrical Nanoha : Yuno Scrya
- 2005 : Tales of Legendia : Norma Biatty
- 2005 : Magical Girl Lyrical Nanoha A's : Yuno Scrya
- 2005 - 2008 : Aria : Ai
- 2006 : All-age Muv-Luv : Suzumiya Akane
- 2006 : Kin'iro no Corda : Lili
- 2006 : Muv-Luv Alternative : Suzumiya Akane
- 2006 : All-age Muv-Luv Alternative : Suzumiya Akane
- 2006 : Prism Ark : Fel
- 2007 : Magical Girl Lyrical Nanoha StrikerS : Yuno Scrya, Sein & Vivio
- 2008 : To Love-ru : Aya Fujisaki
- 2009 : Queen's Blade: Rurō no Senshi : Erina
- 2010 - 2011 : Baka to Test to Shōkanjū : Minami Shimada
- 2011 : Puella Magi Madoka Magica : Mami Tomoe
- 2011 - 2015 : Senran Kagura : Yagyū
- 2014 - 2015 : Disk Wars: The Avengers : la Guêpe
- 2015 : Magical Girl Lyrical Nanoha Vivid : Vivio Takamachi
- 2016 : Vivid Strike! : Vivio Takamachi
- 2017 : Fire Emblem Heroes : Eirika, Ursula
- 2017 : Marvel Future Avengers : la Guêpe
- 2017 : Owarimonogatari : Ougi Oshino
- 2018 : Yuru Camp : Saki Shima
- 2018 : Bloodstained: Ritual of the Night : Dominique
- 2023 : Fire Emblem Engage : Eirika